# Rockville (Utah)
Rockville és una població dels Estats Units a l'estat de Utah. Segons el cens del 2000 tenia 247 habitants.

## Demografia
Segons el cens del 2000, Rockville tenia 247 habitants, 115 habitatges, i 64 famílies. La densitat de població era d'11,3 habitants per km².
Dels 115 habitatges en un 21,7% hi vivien nens de menys de 18 anys, en un 46,1% hi vivien parelles casades, en un 7,8% dones solteres, i en un 44,3% no eren unitats familiars. En el 39,1% dels habitatges hi vivien persones soles el 12,2% de les quals corresponia a persones de 65 anys o més que vivien soles. El nombre mitjà de persones vivint en cada habitatge era de 2,15 i el nombre mitjà de persones que vivien en cada família era de 2,88.
Per edats la població es repartia de la següent manera: un 21,9% tenia menys de 18 anys, un 6,1% entre 18 i 24, un 28,3% entre 25 i 44, un 25,1% de 45 a 60 i un 18,6% 65 anys o més.
L'edat mediana era de 42 anys. Per cada 100 dones de 18 o més anys hi havia 91,1 homes.
La renda mediana per habitatge era de 37.917 $ i la renda mediana per família de 39.375 $. Els homes tenien una renda mediana de 30.417 $ mentre que les dones 27.917 $. La renda per capita de la població era de 19.396 $. Entorn del 10,1% de les famílies i el 10,4% de la població estaven per davall del llindar de pobresa.

## Poblacions més properes
El següent diagrama mostra les poblacions més properes.